# Гийем Бергеданский
Гийем Бергеданский (Гийермо де Бергеда, кат. Guillem de Berguedà; 1130— 1195/1196) — каталонский трубадур, писавший на окситанском языке. Источниками информации о жизни поэта служат сборник стихов (Los Cancioneros), документы того времени и собственные сочинения поэта.

## Биография
Родовое владение семейства де Бергеда, виконтство Бергеда, находилось в зависимости от графства Сердань. В 1131 году  впервые упоминается Гийермо Бергеда-старший, отец трубадура, а в 1138 году появляется первое упоминание уже о самом трубадуре, когда можно увидеть его детскую подпись рядом с подписью отца в официальном документе. 
Некоторые сирвенты (sirventeses) сообщают о его тюремном заключении за преступления до 1175 года. Именно эта дата явилась важной для всей его последующей жизни. 3 марта этого года он убил Рамона Фолк, виконта Кардоны. Фолк, вероятно, не любил трубадура, который оскорбил и унизил его в нескольких своих стихах. Скорее всего, виконт Кардоны использовал своё большое влияние, при дворе короля Альфонсо I. Гийермо де Бергеда был вынужден покинуть Каталонию и скрываться. Он потерял титул виконта, который принадлежал ему как старшему сыну, но по-прежнему в его владении оставалась некоторая семейная собственность.
В течение семи лет не было никаких упоминаний о трубадуре. 
Если верить «Жизни Певца» (la Vida del Cancionero), в семье Бергеда традиционно не оказывали уважение к жёнам, дочерям и сёстрам. Поэтому, похоже, что единственным человеком, с которым трубадур поддерживал постоянные отношения был Арнау де Кастеллбо. Нет сомнений, что трубадур смог организовать в этот период небольшую группу, которая занималась незаконной деятельностью на каталонской территории. В это же время он совершил паломничество в Сантьяго-де-Компостела.
В 1180-х годах вновь появляются сведения о трубадуре. Так, в завещании его отца, 1183 года, он значится как наследник замков Мадрона (известен как Замок Бергеда), Кассерас, Пучреч, Эспиналбет и Монтмажор, феод, которым владел Гуго Матаплана. Благодаря нескольким сирвентам известного провансальского трубадура Бертрана де Борна, который являлся его хорошим другом, мы знаем о его ссорах с королём Альфонсо I. Правда, в 1185 году и позже, похоже, что он помирился с монархом, его имя упоминается при перечислении свиты короля. Сохранилось завещание 1187 года, согласно которому Гийермо Бергеда, передал замок Пучреч и местечко Феноллет в Орден тамплиеров, а все остальное имущество, за исключением небольшого имущества, предназначенного Мальтийскому Ордену, передавалось брату Беренгеру. Четвёртая часть из этого принадлежала брату Бернату. Судя по информации в завещании, трубадур обладал значительной феодальной и экономической властью. Из документа следует, что он не был женат, и не имел известных признанных наследников.
После подписания завещания он исчезает из списка королевской свиты, и мы снова видим его в ссоре с королём Альфонсо I, которого высмеивает в стихах. В 1190 году Гийермо, обиженный на короля и ненавидимый архиепископом Таррагоны, объявляет в стихах, обращённых к своему другу Арнау де Кастеллбо, что отправляется ко двору Альфонсо VIII Кастильского. В это время тот был союзником короля Наварры против Альфонсо Арагонского. Последние годы жизни трубадура отмечены участием в феодальных распрях в каталонских землях, главным образом, на стороне своего друга виконта Арнау де Кастеллбо и феодала по имени Понч де Кабреро против короля, епископа и графа Урхель. Известно, что трубадур был убит между 1195 и 1196 годами каким-то солдатом.